# Dutse
Dutse   este un oraș  în  Nigeria. Este reședința  statului  Jigawa.